# Río Villegas
Río Villegas es una localidad del Departamento Bariloche, Río Negro, Argentina. Se encuentra a unos 69 km de la ciudad de San Carlos de Bariloche, en la intersección de la ruta nacional 40 y la ruta provincial 83.

## Población
Contó con 75 habitantes (Indec, 2010), lo que representó un descenso del 25 % frente a los 101 habitantes (Indec, 2001) del censo anterior.
El censo 2022 registró una población de 42 habitantes que se repartieron entre 20 hombres y 22 mujeres. Sin embargo, las cifras obtenidas fueron estimativas solo teniendo en cuenta a la población en viviendas particulares; es decir, excluyendo del dato a la población institucional y las personas sin hogar. Gracias a este censo también fue posible conocer su densidad y tamaño urbano.
| Gráfica de evolución demográfica de Río Villegas entre 1991 y 2022 |
|                                                                    |
| Fuente: Censos nacionales del INDEC                                |